# Monochirus
Monochirus es un género de peces de la familia Soleidae, del orden Pleuronectiformes. Este género marino fue descrito científicamente en 1814 por Constantine Samuel Rafinesque.

## Especies
Especies reconocidas del género:
- Monochirus hispidus Rafinesque, 1814
- Monochirus trichodactylus (Linnaeus, 1758)